# Классическая марка

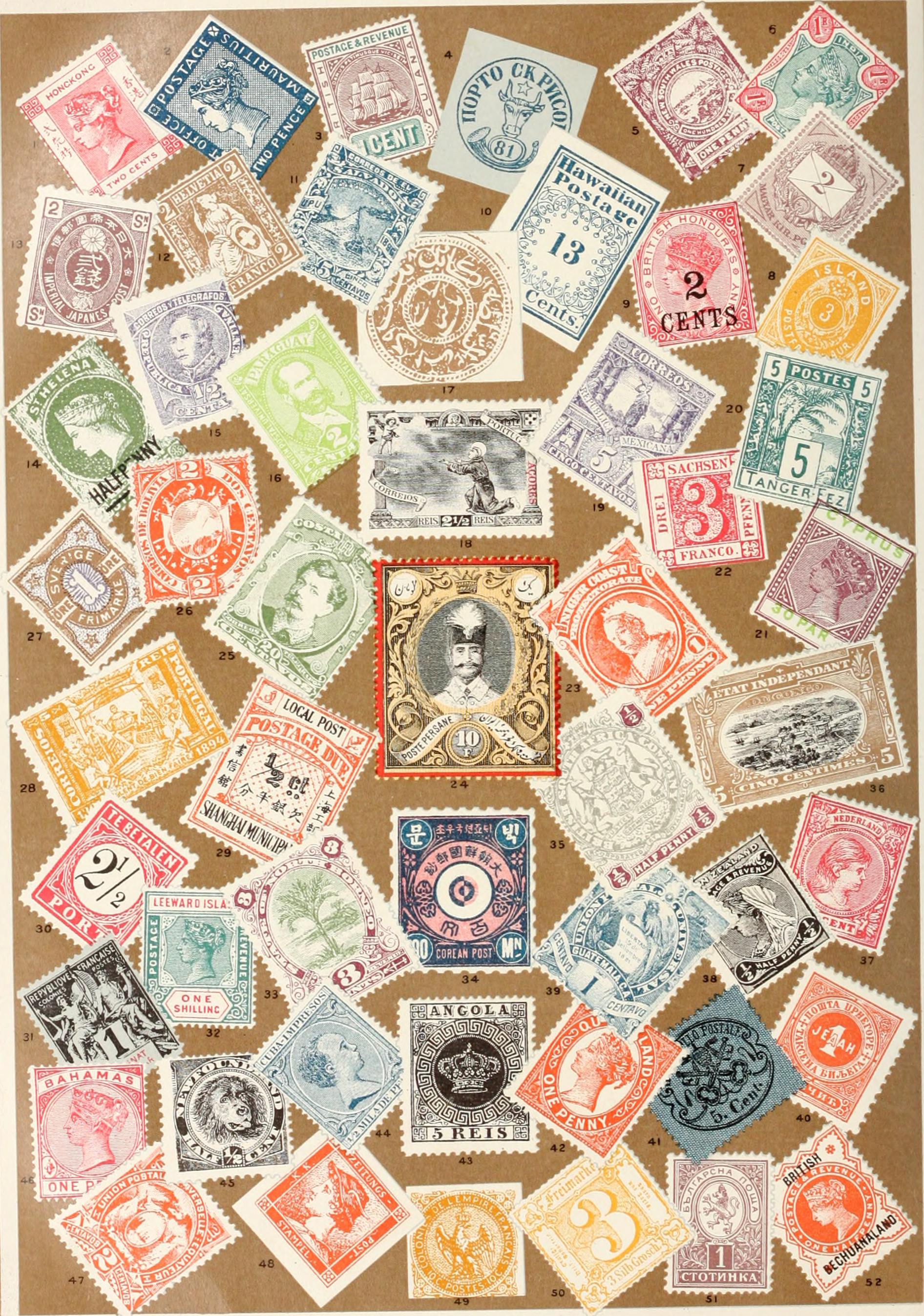
Подборка классических марок для иллюстрации «Универсального словаря английского языка» (1898)

Класси́ческая ма́рка — почтовая марка выделяемого филателистами типа, к которым, как правило, относятся почтовые марки, изданные на заре выпуска почтовых марок, например, примерно до 1870 года (иногда и в более поздние годы).

## Описание

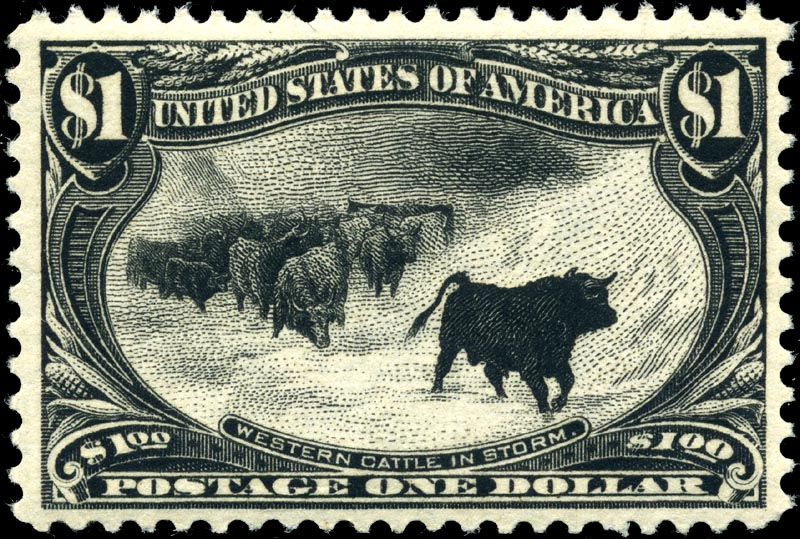
1-долларовый «Чёрный бык» («Скот на западе в бурю») из Транс-миссисипский выпуск 1898 года является одной из значительных классических марок

По словам Л. Н. Уильямса, «этот термин никогда не был определён удовлетворительным образом». В разряд классических включали почтовые марки, выпущенные до 1900 года, хотя не все марки, выпущенные до 1900 года, считаются «классическими», в то же время некоторые марки, эмитированные в течение первых нескольких лет после 1900 года, считаются «классическими». Уильямс полагает, что классический период занимает от 1840 до 1875 года, а Джеймс Маккей, в своей книге «World of Classic Stamps» («Мир классических марок»), изданной в Нью-Йорке в 1972 году, применял этот термин к миниатюрам, выпущенным в период с 1840 по 1870 год.
В определённой степени такой разнобой отражает предубеждённость коллекционеров в отношении отдельных стран или сюжетов. К примеру, канадские почтовые марки 1930-х годов высоко ценятся за дизайн и качество печати и обыкновенно называются «классическими». Но этот термин с гораздо меньшей вероятностью будет употреблён в отношении почтовых марок США того же периода, и уж мало кто охарактеризует низкокачественные мексиканские марки 1930-х годов как «классические», и это при том, что первые почтовые марки Мексики, выпуски «Идальго», — такого же плохого качества, но всегда считались классическими.